# Charles Gleyre

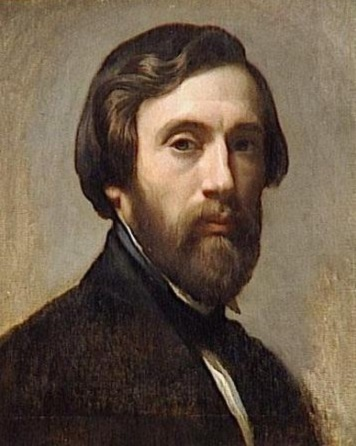
Charles Gleyre, självporträtt.

Marc Charles Gabriel Gleyre, född 2 maj 1806 i Chevilly, Vaud, död 5 maj 1874 i Paris, var en schweizisk målare inom akademismen.
Gleyre var lärjunge till Louis Hersent och studerade även i Italien. I början av 1830-talet företog han en lång resa till Mellanöstern i följe med en excentrisk och rik ung amerikan och kom ända till Khartoum innan han vände om på grund av sjukdom; under resan gjorde han mängder av teckningar och motiven från denna resa, liksom Bibelns och antikens värld, förblev en del av hans inspiration under resten av livet. Han var verksam som  historie- och genremålare, arbetade i en klassicistisk stil och bosatte sig i Paris, där han 1843 övertog Delaroches ateljé. Gleyre undervisade bland andra Bazille, Monet, Renoir, Sisley och Whistler. Trots att han själv var akademisk målare, erkände han dessa unga konstnärers begåvning.

## Galleri

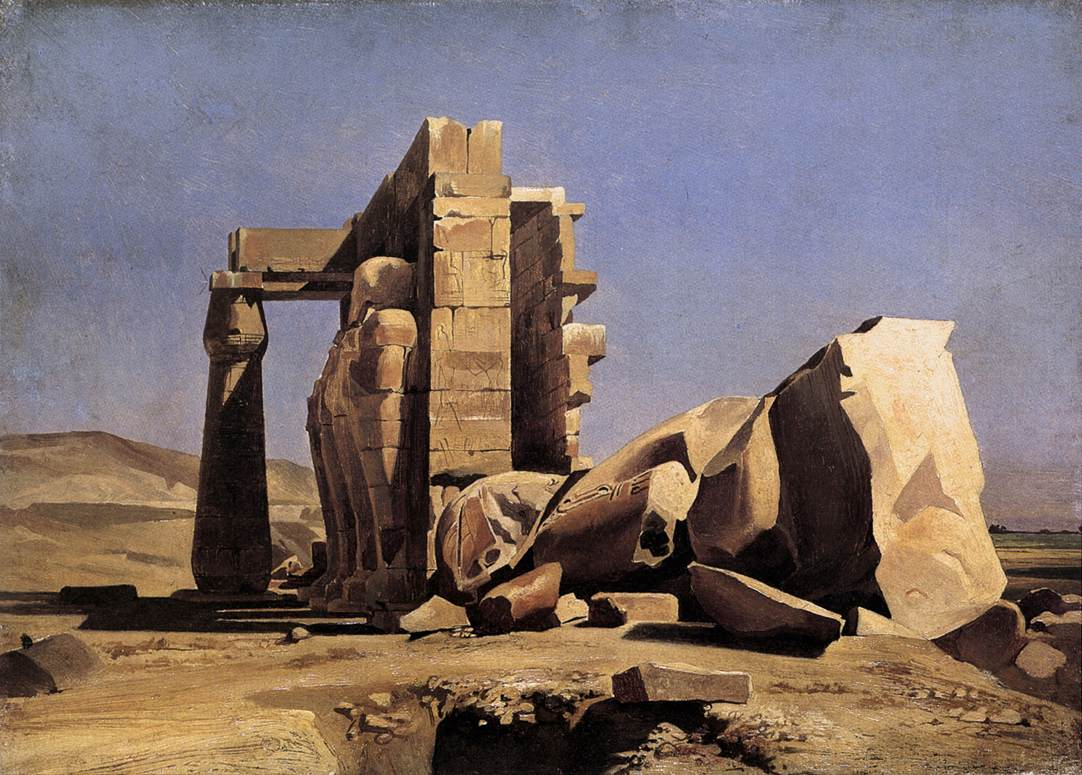
Temple égyptien, 1840
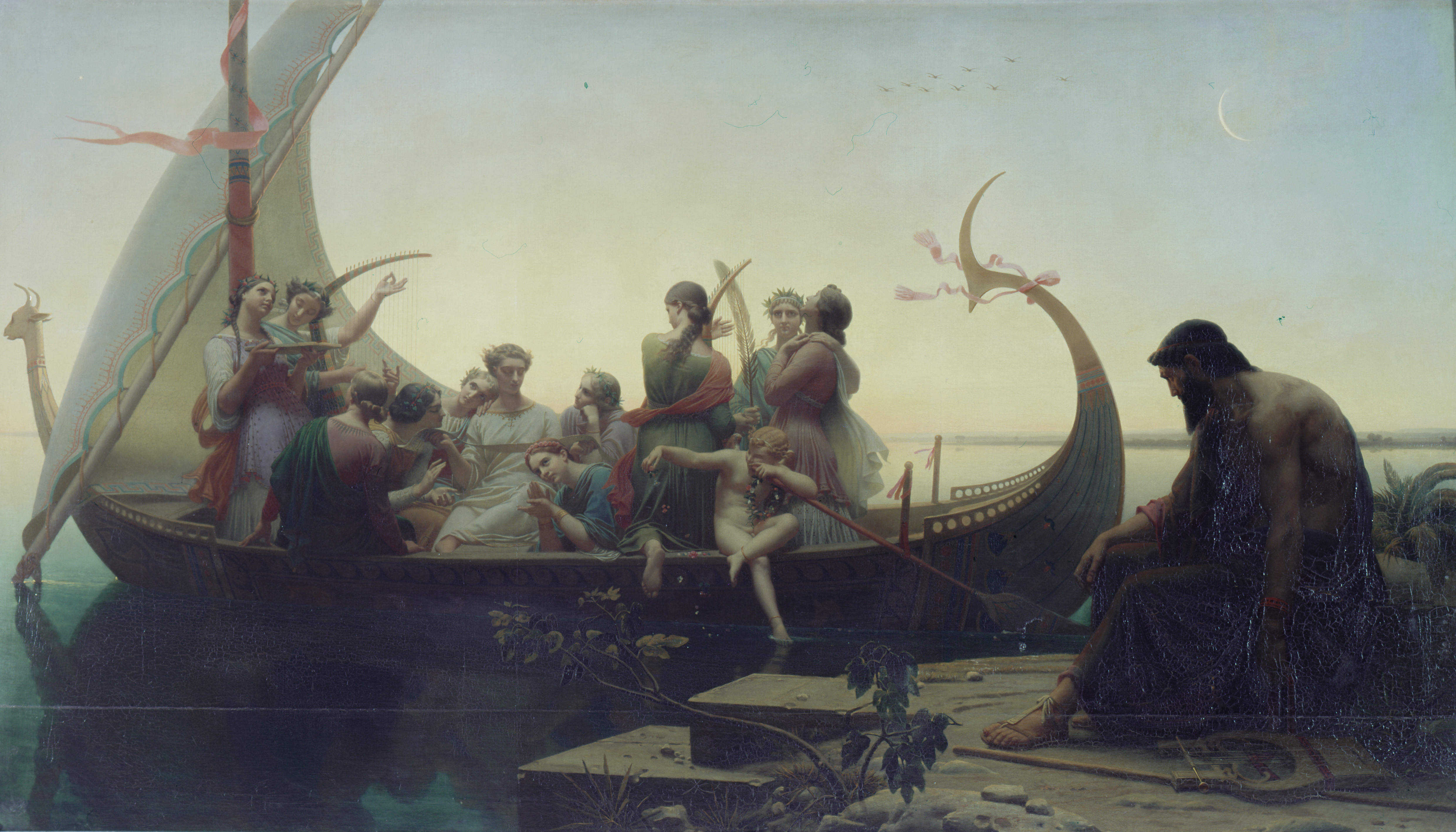
Le Soir ou Les Illusions perdues, 1843
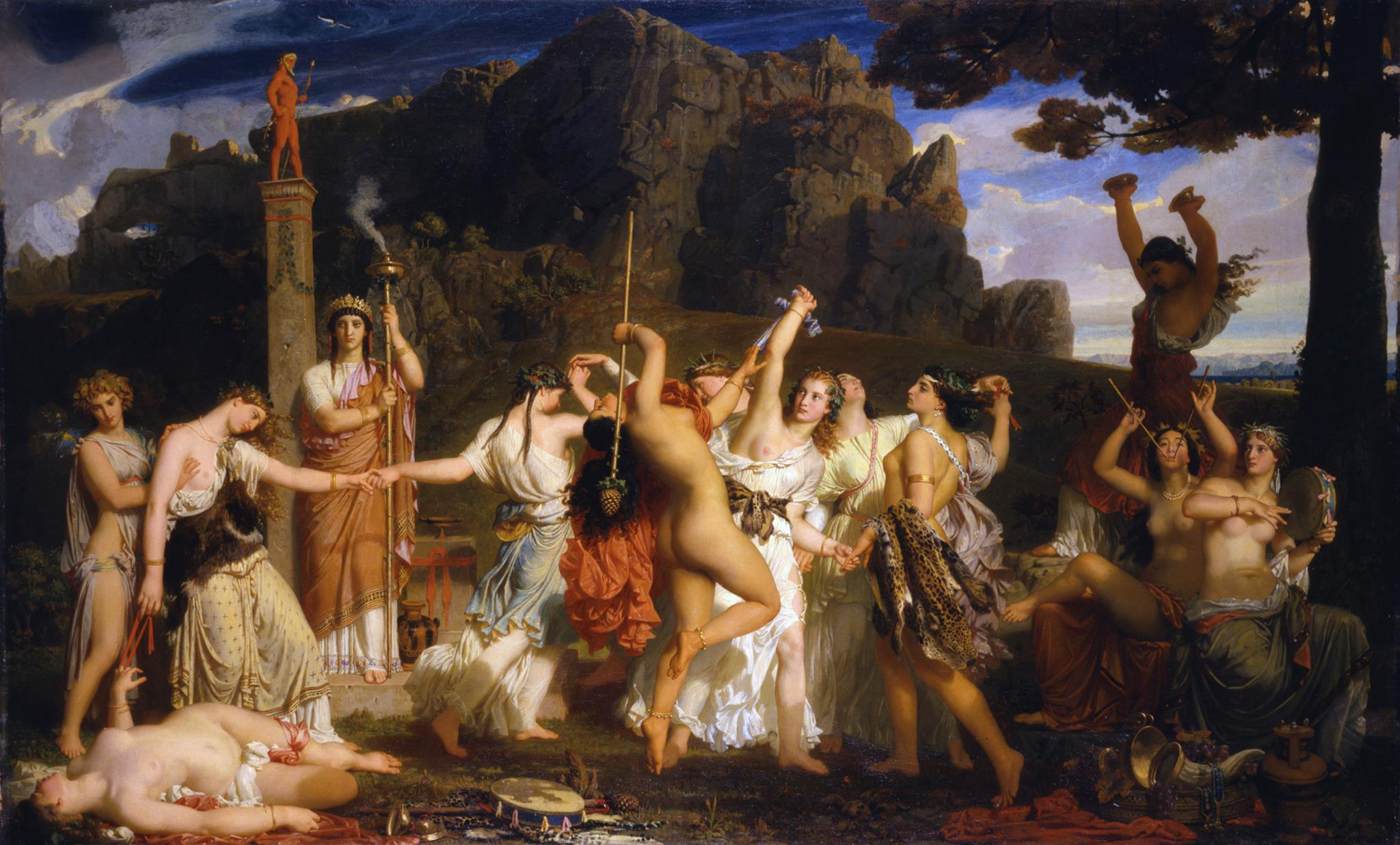
La Danse des bacchantes, 1849
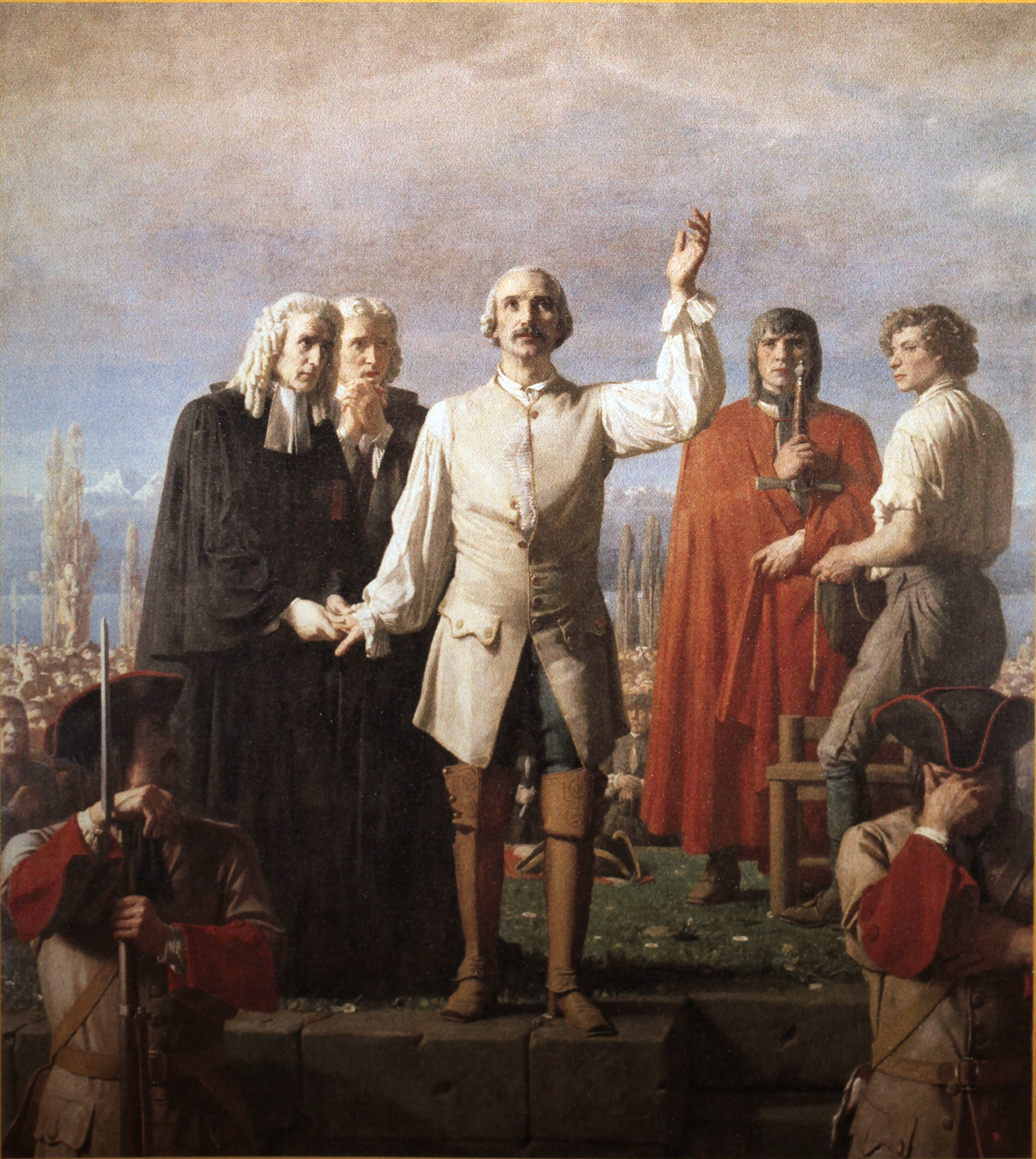
L'Exécution du Major Davel, 1850
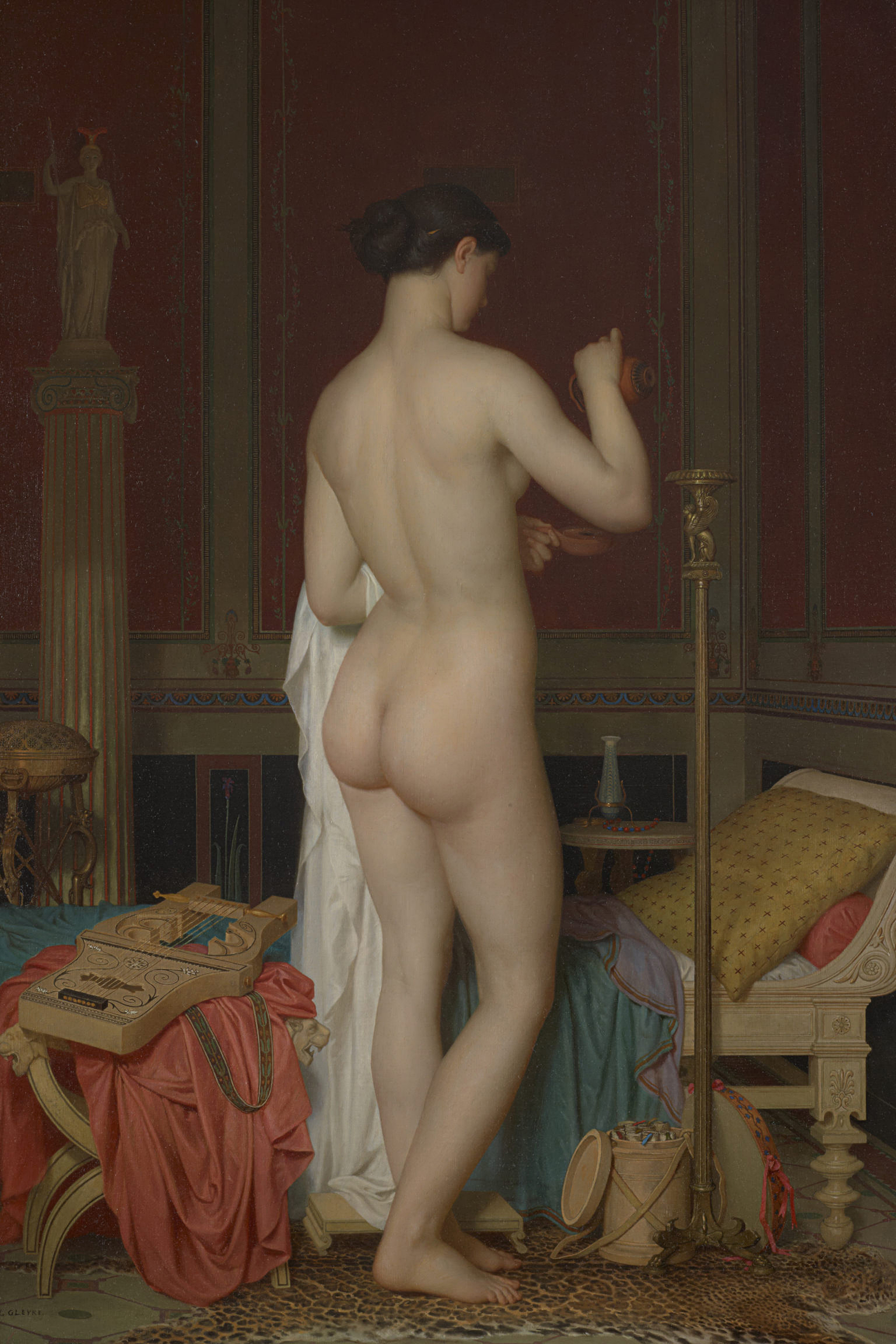
Le Coucher de Sappho, 1867